# Flugplatz Turlatowo

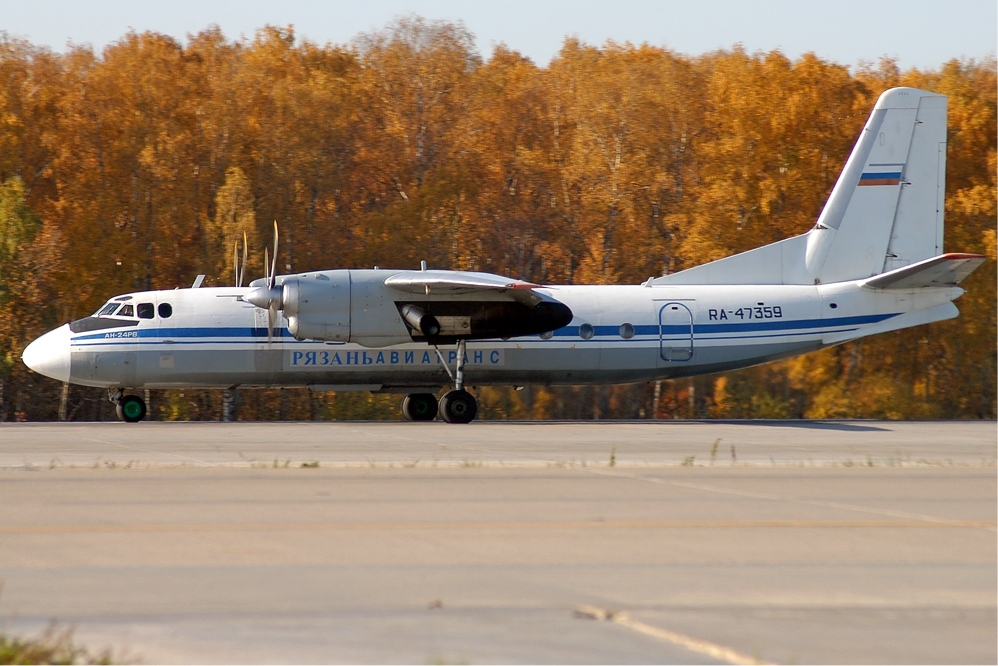
Antonow An-24 in Turlatowo, 2009

Turlatowo (russisch Турлатово; ICAO-Code UUWR) ist ein Flugplatz südöstlich von Rjasan in Russland.
Der Flugplatz diente von 1992 bis 2012 als Heimatbasis der Fluggesellschaft „Ryazanaviatrans“. Die 1992 gegründete Fluglinie musste aufgrund verschärfter Sicherheitsvorschriften zum 31. Oktober 2012 ihren Betrieb einstellen. Zuletzt hatte sie zwei Antonow An-24 betrieben.